# Sultanato de las mujeres
El Sultanato de las mujeres fue un período de extraordinaria influencia política ejercida por concubinas, esposas legales, madres, hijas, hermanas e incluso abuelas de los sultanes del Imperio Otomano. Este fenómeno en el período moderno temprano, aproximadamente entre los años 1534 y 1715.

## Historia
Este período comenzó durante el reinado de Solimán el Magnífico, después de que se creará el título de Valide Sultan para su madre Ayşe Hafsa Sultan y contrajera matrimonio con una de sus concubinas, Hürrem Sultan, siendo ella la mujer más poderosa e influyente del imperio entre los años (1534-1558) siendo sucedida por su hija, Mihrimah Sultan, quien fue una mujer bastante influyente en el reinado de su padre y su hermano menor, Selim II. 
Nurbanu Sultan, se convirtió en la siguiente, quien fue la segunda esclava en contraer matrimonio con un sultán. Nurbanu también se convertiría en una mujer poderosa e influyente en el reinado de su esposo y luego de sultán hijo, hasta su muerte en 1583. Más tarde, le seguiría Safiye Sultan, quién solo logró el poder absoluto en 1595, cuando vio ascender a su hijo Mehmed III al trono.
Su poder finalmente acabó en 1603, año en la que fue apartada del poder y enviada al Eski Saray por su nieto, Ahmed I.
Su nuera, Handan Sultan la sucedió como Valide Sultan y como la primera regente no oficial del Imperio Otomano, ya que su hijo contaba con apenas 13 años. Tal poder no le duró casi nada, ya que Handan falleció prematuramente en 1605. 
Después de esto, la nuera de Handan, Kösem Sultan, obtuvo el poder en el harén, y comenzó su era, hasta el fallecimiento de Ahmed, en 1617. 
Kösem fue enviada al exilio, y el hermano de Ahmed, Mustafa I ascendió al trono, pero el poder total fue dirigido hacia Halime Sultan, otra consorte de Mehmed III, y rival de Handan. Halime funcionó como regente no oficial (debido a que Mustafa era mentalmente inestable) entre dos periodos, (1617-1618) y (1622-1623). Durante el reinado de Osman II no hubo ningún tipo de regencia de mujeres, hasta su ejecución, donde Mustafa nuevamente es ascendido al trono, a través de un golpe de Estado.
En 1623, es el regreso y comienzo de la era total de Kösem Sultan, quién organizó un golpe de Estado junto a varios estadistas, poniendo a su hijo de solo once años, Murad IV, en el trono. Kösem se convirtió en la primera regente oficial del Imperio, y la mujer más poderosa de este período. Reinó el imperio no solo a través de Murad, sino que de su otro hijo, Ibrahim I, quien ascendió al trono con la muerte de su hermano (1640-1648). Luego de la desposición de Ibrahim y posterior ejecución, Kösem puso a su nieto de seis años, Mehmed IV y reinó como regente nuevamente. 
En realidad, debería haber traspasado el poder absoluto a su nuera, Turhan Hatice Sultan, pero se negó en absoluto a dárselo excusando que era joven e inexperta. En 1651, Turhan organizó un plan de deposición junto a un grupo de eunucos y soldados y se filtraron en el palacio, ejecutando a Kösem. Con la muerte de Kösem Sultan, el poder fue traspasado a Turhan, pero esta decidió dárselo a su gran visir, Köprölu Mehmed Pasha. Aun así, Turhan jugó un importante papel para devolver el poder económico al imperio, acabando con bastantes crisis (la mujer llegó a ser conocida como la Dama de Hierro). Esta mujer también acabaría de forma oficial con la famosa Ley del Fratricidio.
La última en finalizar este famoso sultanato fue Emetullah Rabia Gülnuş Sultan, consorte de Mehmed IV, quien fue una mujer poderosa y que tuvo bastante influencia, aunque no lo suficiente como para superar a sus dos antecesoras.
Aun así, Kösem y Turhan Hatice fueron las 2 únicas mujeres en ser regentes oficiales del imperio y, las más poderosas.
Las de mayor poder fueron las esposas legítimas del sultán, denominadas Haseki Sultan, o bien las madres del sultán reinante, denominadas Valide Sultan. Muchas de estas mujeres ingresaban al harén como esclavas, como se esperaba del sultanato, en tanto los roles matrimoniales tradicionales eran considerados un riesgo demasiado grande para el sultán, de quien se esperaba no tuviera lealtades personales por fuera de su título. Durante este período, las haseki y valide sultanas ejercieron poder político y social, lo que les permitió influir en el funcionamiento cotidiano del imperio, además de ordenar la construcción de edificios públicos y obras filantrópicas.

## Precedentes históricos
El período comúnmente conocido como el Sultanato de las mujeres fue novedoso para el imperio otomano, pero ya tenía precedentes. Entre los selyúcidas, predecesores de los otomanos, había a menudo mujeres de la nobleza que jugaban un papel activo en la política y asuntos públicos, a pesar de la oposición de otros funcionarios masculinos. En el imperio Otomano, Orhan Gazi fue el único sultán, antes de Solimán el Magnífico, conocido por haber tomado a la princesa bizantina Holophira Olivera (Nilüfer Hatun), como primer esposa legal en 1299. 
Hasta el Siglo XIV, el poder de las mujeres en el gobierno había sido considerablemente limitado. Esta fue la era de la expansión otomana en la que la mayoría de sultanes optaban por "liderar desde el caballo", moviéndose con una corte de consejeros, visires y líderes religiosos a medida que el ejército conquistaba nuevas tierras. Además, la política otomana a partir del siglo XV consistía en enviar jóvenes príncipes junto con sus madres a las gobernaciones provinciales en Anatolia. En efecto, esto mantenía a todas las mujeres que tenían conexión con los niveles más altos del gobierno alejadas de cualquier lugar donde pudieran ejercer algún poder significativo. Aparte, la práctica del fratricidio, en la que un sultán en ascenso ejecutaba a todos sus hermanos para asegurarse el trono, hizo a las madres y esposas de los príncipes incluso más dependientes de sus hombres.

## Primeros años
A comienzos del Siglo XVI, la concurrencia simultánea de dos eventos de importancia en la organización del sultanato cambiaría la estructura de poder de la dinastía Osmanlí: el final de la expansión otomana y una compleja estructura meritocrática en el gobierno. Durante el reinado de Solimán el Magnífico, se hizo claro que el imperio había alcanzado sus límites exteriores, pues sus fronteras se extendían ya a lo largo de miles de kilómetros en casi todas las direcciones. Era simplemente imposible para el sultán, en consecuencia, marcharse a extensas campañas militares, especialmente después del fracaso ocurrido en el sitio de Viena.

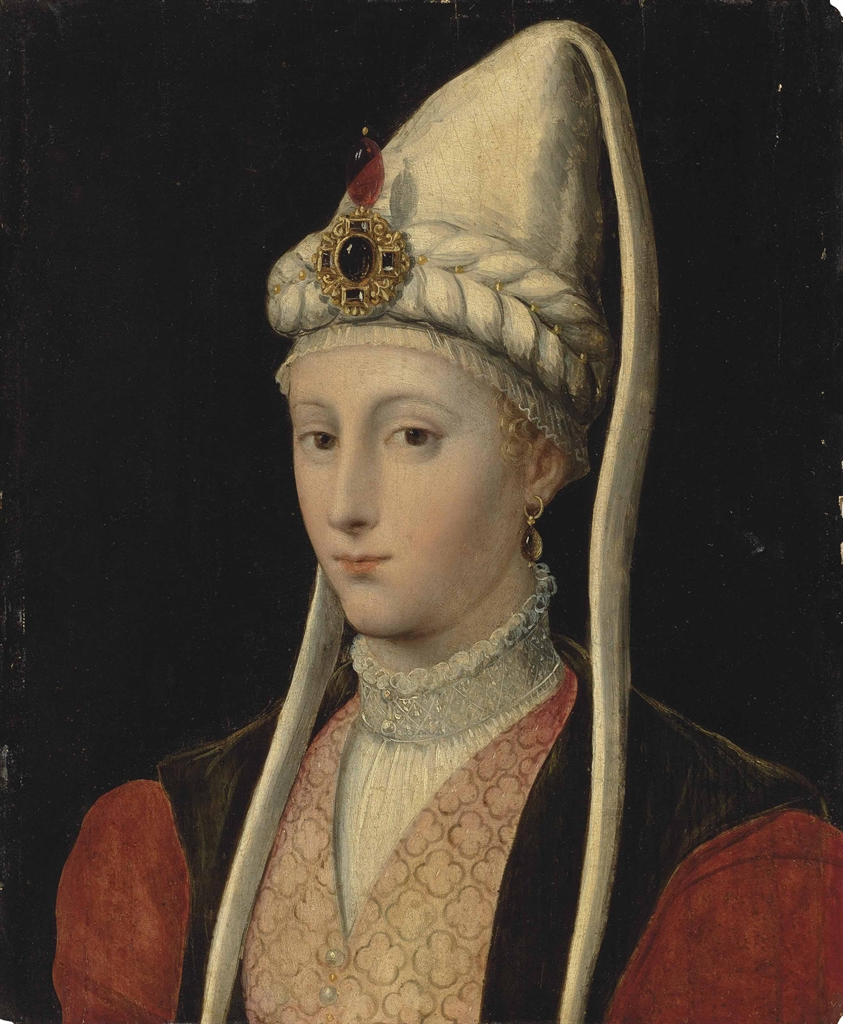
Retrato de Hürrem Sultan hecho por un seguidor de Tiziano.

El reinado de Solimán marcó la aparición del famoso Harén Imperial en palacio y su influencia en la esfera política, al ser el primer sultán en casarse con una de sus concubinas, Hürrem Sultan quien ostentaría el título de Haseki Sultan (algo como una reina consorte) desde 1530 hasta 1558.
Antes del Sultanato de las Mujeres, el sultán no se casaba legalmente, sino que mantenía en su harén a algunas concubinas o " Kadıns" que le daban herederos: cada concubina que procreaba un único hijo varón, era enviada posteriormente junto con aquel a la provincia que se le asignara para gobernar, en lugar de permanecer en Estambul. Otro precedente es que el mismo Solimán habría creado en 1520 el título de Valide sultan para su madre, Ayşe Hafsa Sultan, un equivalente al título de Reina madre de las cortes europeas. 
Contraria a la visión occidentalizada de un Harén, este no era un espacio que albergaba a un nutrido grupo de concubinas dedicadas al ocio y a satisfacer las necesidades sexuales de un soberano; y más bien el número de mujeres con las que un sultán intimaba solía estar bastante controlado por la Valide y algunos funcionarios de la corte. Para un serrallo o casa musulmana, el Harén representaba el espacio interior o doméstico en donde convivía la familia más cercana, pero a nivel imperial se erigía como una institución política y familiar mucho más compleja. Muchas esclavas que ingresaban al harén del sultán, provenían de áreas remotas del imperio y tenían diversos orígenes étnicos, por lo que eran convertidas al Islam y educadas en la disciplina del palacio. También podían recibir educación artística o práctica de acuerdo a sus capacidades y a las necesidades del mismo harén. Durante el Sultanato de las mujeres, el harén imperial funcionó bajo una estructura social piramidal bien definida en donde el máximo cargo, después del sultán, era ocupado por la Valide sultan o la Haseki Sultan. Entre las concubinas, la máxima jerarquía correspondía a la Haseki o esposa legal (En el caso de Hürrem Sultan cómo Emperatriz Imperial o Reina Consorte etc), seguida de un número variable de "Kadıns" o Hatun, que podían ser distinguidas como Ikbal (mujeres que habían procreado hijos o hijas con el sultán) o como Gözde (llamadas las "favoritas", mujeres con quienes el sultán disfrutaba pasar tiempo sin que necesariamente hubieran procreado). La base de la pirámide era ocupada por un gran número de mujeres llamadas "cariyas" u odaliscas, esclavas que integraban a la servidumbre del palacio imperial o como las guardianas de cámara de la valide y demás concubinas distinguidas. Otro sector importante del Harén era representado por los eunucos, quienes eran los únicos hombres, además del sultán y algunos funcionarios o familiares cercanos a este, que tenían acceso al Harén. Los jefes eunucos eran funcionarios de alto nivel, con poder político debido a su trato directo con el sultán, el gran Visir y la familia imperial. Generalmente eran ellos, así como la Valide sultan, quienes seleccionaban a las "Kadıns" que podían intimar con el sultán. El Harén, al igual que otras instituciones otomanas, era un órgano meritocrático hasta cierto punto: por su lealtad al imperio y esfuerzo propio, una odalisca podía aspirar a ser una Kalfa, es decir, una esclava a quien se le había otorgado la libertad y que percibía un salario en oro por sus servicios dentro del Harén. Así mismo, un simple eunuco podía alcanzar la posición de Kizlar Agha o Kapi Agha, los cargos de mayor importancia para los eunucos. Finalmente, si una Haseki o una Hatun tenía un hijo varón con el sultán, aspiraba a la máxima posición disponible para una mujer dentro del Imperio otomano: la de Valide sultan.     
La primera Haseki sultan fue la esposa de Solimán el Magnífico, Roxelana, quien recibiría posteriormente el nombre de Hürrem Sultan tras su conversión al Islam. Se ha asumido erróneamente que Hürrem era de ascendencia rusa por su apariensa y belleza exótica, probablemente debido a una traducción errónea de su nombre (que se cree era Anastasia o Aleksandra Lisowska). A raíz de esto, los visitantes europeos la trataban como rusa, aunque de hecho su ascendencia era del Reino de Polonia, actual Ucrania). El nombre con el que los turcos se referían a ella, Hürrem, significaba " la que trae alegría", "risueña" o "alegre", un testamento a su carácter lúdico. Los académicos no tienen certeza sobre la fecha de su llegada al harén imperial, en tanto no hay datos sobre ella en el registro de concubinas del sultán otomano, pero con base en los documentos sobre el nacimiento de su primer hijo ya estaba allí en 1521. Su importancia habría de establecerse con su matrimonio legal con Solimán el Magnífico, tras la muerte de la madre del sultán, convirtiéndose en la primera esposa de un sultán en más de dos siglos. Hürrem también sería la primera concubina a la cual se le permitió permanecer en el palacio imperial de Topkapı, aún después de que su primogénito, el Şehzade Mehmed, partiera a gobernar una provincia en Anatolia. 
Puesto que todas las concubinas eran inicialmente esclavas en origen, Hürrem fue primero liberada de la esclavitud, y luego se le creó el título de Haseki Sultan (Consorte imperial o Reina Consorte solo en su caso), el cual se siguió dando a las posteriores esposas de los sultanes hasta principios del siglo XVIII. Hürrem se dedicó principalmente a ayudar a dirigir el imperio junto a su marido siendo la única en ser elevada a rango de Osmanlı Kraliçesi Eşi (Reina Otomana Consorte) ocupando el mayor cargo que una mujer Otomana podía alcanzar en esos tiempos. También se dedicó  a la filantropía, particularmente a la construcción de espacios comunes donde sus súbditos pudieran pasar el tiempo. El más destacado de estos fue el Complejo Haseki Sultan en Estambul, que incluía un centro médico para mujeres, unas escuela, unas mezquita y unos comedor es para alimentar a los pobres, que se construyó en la década de 1530. Hürrem murió en 1558.
```
Tuvieron que pasar casi 500 años tras su muerte, para que la afirmación falsa sobre su origen ruso fuera eliminada de la tumba de Hürrem en enero de 2019.
[
7
]
```

## Importancia política
Ha sido tema de análisis, desde diversas fuentes, la influencia y poder de las Haseki y valide en los periodos de sucesión al sultanato. Cada vez que un nuevo sultán llegaba al trono, legalmente podía asesinar a sus hermanos y medios hermanos al amparo de la regla del fratricidio real, asegurando que el poder se transfiriera únicamente de padre a hijo. En este contexto, un episodio ampliamente retratado en ensayos históricos, y que ha trascendido a la literatura y la ficción, se refiere a la rivalidad que habría existido entre Hürrem y Mahidevran Gülbahar al interior del harén imperial de Solimán el Magnífico. Mahidevran Hatun fue la consorte principal de Solimán el Magnífico y madre de su primogénito, Şehzade Mustafa, nacido en 1515. Tras la llegada de Hürrem al harén y su matrimonio legal con Solimán, probablemente ocurrido en 1526, se redujo la posible influencia que Mahidevran tenía sobre el sultán, situación que también puso en desventaja a Mustafa frente a los cinco varones de Hürrem en la línea sucesoria quien gracias a ella y su inmenso poder e influencia en el imperio tenían más posibilidad de heredar al trono. Se ha señalado que Hürrem, en alianza con otros funcionarios de la corte, contribuyó a una campaña de desprestigio contra Mustafa que culminaría con su ejecución en 1553, tras ser acusado de conspirar contra su padre.
Paradójicamente, la muerte de Hürrem en 1558, impidió que ejerciera el cargo de valide de su hijo Selim II, quien finalmente sucedió en el sultanato a Solimán en 1566.
Muchos Beys y visires practicaron el arte político del "Damat", buscando incrementar su riqueza y poder político mediante su matrimonio con hermanas o hijas de un sultán. Esto les permitió también a muchas mujeres de la dinastía influir, a través de sus esposos, en las decisiones de estado. Las hermanas de Solimán el Magnífico, Şah Sultan y Hatice Sultan habrían estado casadas con grandes visires de la corte, mientras que la hija de Solimán, Mihrimah Sultan, también alcanzó un alto poder político como esposa del gran visir Rüstem pashá. Tras la muerte de Hürrem, a Mihrimah se le conferiría un papel equivalente al de valide durante los últimos años del sultanato de su padre Solimán el Magnífico, y continuaría ejerciéndolo durante parte del reinado de su hermano Selim II y Murad III hasta su muerte.
Respecto al poder económico, se sabe que las sucesoras de Hürrem, Mihrimah, Nurbanu y Safiye, consortes y esposas Haseki y madres Valide (A excepción de Mihrimah) en los dos siguientes sultanatos, acumularían una inmensa riqueza que principalmente era ostentada en obras filantrópicas y lujosas construcciones. Safiye Sultan, haseki de Murad III y valide de Mehmed III, fue una de las mujeres más adineradas e influyentes del harén. Ella vivió en la corte Otomana durante el reinado de siete sultanes, entre 1563 y 1619. Se sabe que durante el sultanato de su bisnieto Osman II, Safiye aún se encontraba viva y retirada en el "Eski Saray", recibiendo un estipendio de 3,000 aspers al día.                           
Para mediados del siglo XVII, seis sultanes habían reinado, varios de los cuales habían subido al trono cuando aún eran niños. Esta aparente inestabilidad dinástica ocurrió aproximadamente durante un periodo de cuatro décadas considerado como el clímax del "sultanato de las mujeres", el cual giró en torno a una de las mujeres más poderosas de su tiempo: Kösem Sultan. De origen griego, se cree que Kösem ingresó al harén imperial a finales de 1603, llamando la atención del joven sultán Ahmed I. Ahmed I fue el gobernante que proscribió la regla del fratricidio real, y a partir de él, ningún sultán Otomano podría ordenar la ejecución legal de sus hermanos. No obstante, esta práctica continuaría llevándose a cabo eventualmente en décadas posteriores, al no haber un procedimiento claro de sucesión dinástica. Una consecuencia de la abolición del fratricidio real, fue que, al existir más príncipes vivos en la línea sucesoria, se formaron partidos al interior del imperio y del harén que buscaron favorecer el ascenso al trono del príncipe más afín a sus intereses. Hermanos o hijos del sultán, frecuentemente eran recluidos en las Altin kafes, habitaciones-prisión fuertemente custodiadas para evitar amenazas contra el sultán, por lo que muchas conspiraciones serían orquestadas por concubinas y eunucos dentro del mismo harén. Muchas haseki y valide, compitieron por asegurar que sus hijos sobrevivieran y ascendieran al trono.
Dotada de una inteligencia y talento sobresaliente, Kösem comenzaría a ganar poder en el harén de Ahmed I tras la muerte de la madre del sultán, Handan Sultan en 1605, convirtiéndose en Haseki y cercana consejera del sultán. Se conocen detalles acerca del carácter y personalidad de Kösem, gracias a los escritos del embajador veneciano Simone Contarini, quien visitó la corte Otomana entre 1609 y 1612. Contarini la retrata como 
"...de belleza y astucia...de muchos talentos...muy querida [por el sultán]...es escuchada en algunos asuntos y es la favorita del [sultán], que la quiere a su lado continuamente".
En 1612, Contarini informó que en una ocasión, el sultán Ahmed I ordenó abofetear a una concubina que había irritado a Kösem.    
La muerte de Ahmed I en 1617, quien había abolido la Ley del fratricidio, propiciaría una competencia por la sucesión entre Mustafá I, hermano del fallecido sultán, y los hijos de este. Mustafá I asumiría el sultanato, pero sería depuesto un año después tras un golpe de Estado probablemente promovido por Kösem Sultan. Asumiría el sultanato Osmán II en 1618, hijo primogénito de Ahmed I y su concubina Mahfiruz Hatice Hatun, aunque este sería depuesto y asesinado en 1622 tras una revuelta Jenízara. El motín al interior del palacio fue instigado por la madre de Mustafá I, Halime Sultan y otros funcionarios. Tras un segundo sultanato de Mustafá I, este sería derrocado definitivamente en 1623, para dar paso al sultanato de Murad IV, hijo de Kösem Sultan, quien llegaría al trono a la edad de 11 años. Debido a la corta edad de Murad IV, Kösem Sultan sería la primera mujer en la historia otomana en asumir el poder absoluto como regente imperial, bajo el título sin precedentes de Naib-i Saltanat. 
Entre 1623 y 1651, Kösem Sultan ejercería como la valide más poderosa del imperio Otomano, actuando como Naib-i Saltanat en dos periodos: de 1623 a 1632, como regente de su hijo el sultán Murad IV; y de 1648 a 1651, como regente de su nieto el sultán Mehmed IV. Durante su segunda regencia, Kösem Sultan entraría en un violento conflicto con su nuera, Turhan Hatice Sultan, que culminaría con su asesinato dentro del harén el 2 de septiembre de 1651. Turhan asumió entonces la regencia imperial hasta 1656, y sería ella quien paulatinamente iría menguando la influencia política de las mujeres en el imperio Otomano a favor de la figura del gran visir.
Bajo el título de regente imperial o Naib-i Saltanat, una valide sultan gobernaba virtualmente sin oposición, tanto durante el gobierno de sus hijos como durante los interregnos. No obstante, tal prominencia radical no era fácilmente aceptada por todos. Incluso si tenía una conexión directa con el sultán, la valide sultan a menudo debía enfrentarse a la oposición de los visires del sultán, así como de la opinión pública. Mientras que sus predecesores masculinos se ganaban el favor del pueblo gracias a sus conquistas militares y su carisma, las líderes femeninas tenían que depender de ceremonias imperiales y de la construcción de monumentos y obras públicas. Estas obras públicas, conocidas como hayrat u obras de piedad, eran con frecuencia construidas de forma extravagante en nombre de la sultana, como había sido la tradición para las mujeres islámicas imperiales.

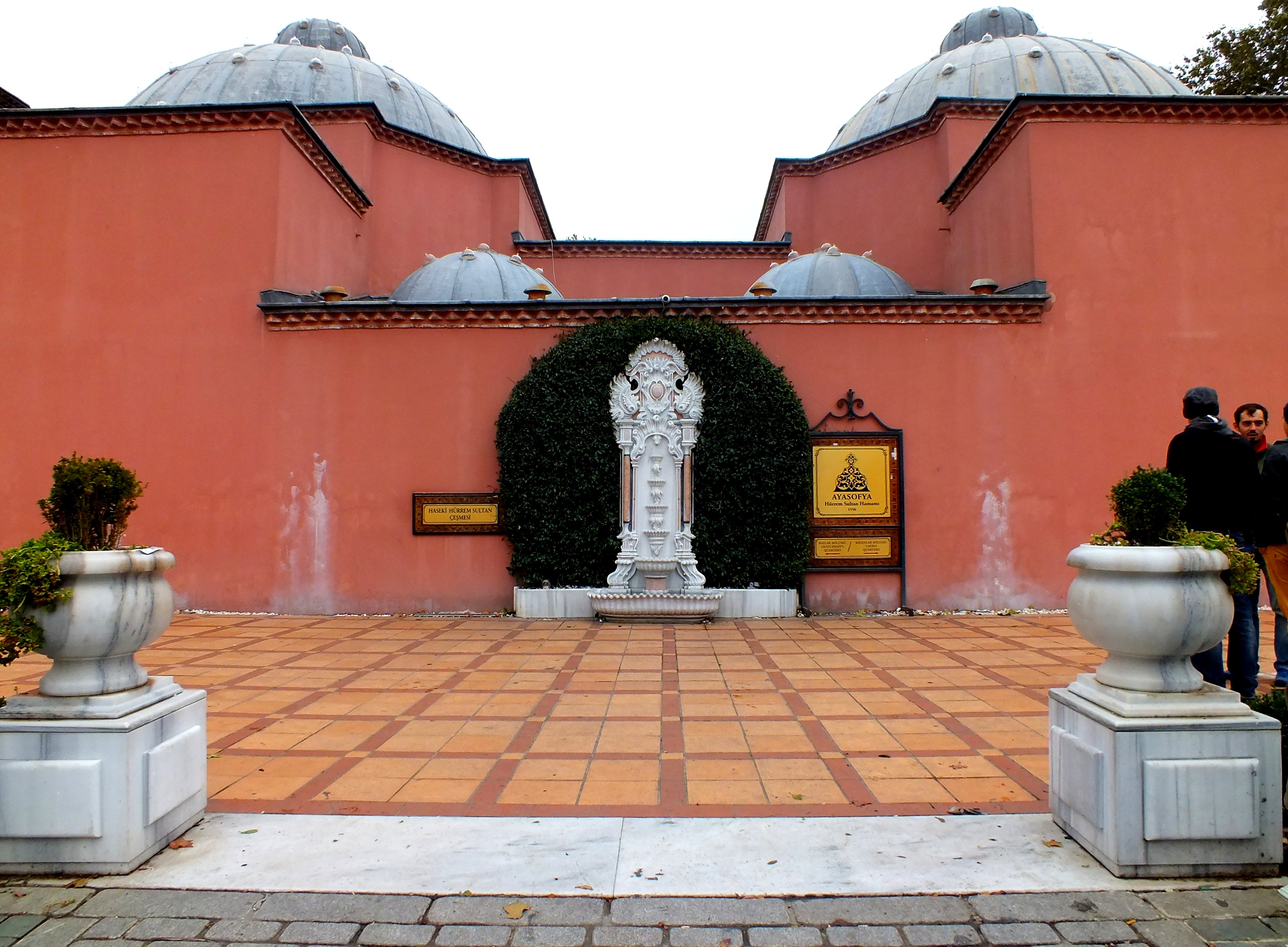
Uno de los hayrat construido en nombre de Hürrem Sultan

Otras valide, como Turhan, contribuyeron a la defensa del imperio, gastando inmensas sumas de dinero en la reconstrucción y fortificación de bastiones militares en lugares clave. Algunas de ellas llegaron incluso también a participar simbólicamente en la guerra. Por ejemplo, cuando su hijo Mehmed IV regresó de una exitosa campaña militar, Turhan organizó una procesión real para recorrer su camino de guerra y así compartir la gloria de su victoria.
Asimismo, las bodas eran un motivo común de celebración y una oportunidad para que las mujeres imperiales promovieran la caridad mientras hacían alarde de su riqueza y poder. En una boda, cuando la hija de Murad III estaba a punto de casarse con un almirante prominente, la mujer ordenó entregar monedas recién acuñadas a todos los espectadores, algunos de los cuales se marcharon con las faldas llenas de riquezas.
La muerte de una Haseki Sultan o de una Valide Sultan podía llegar a ser aún más extravagante. Como ejemplo, la muerte de Hürrem Sultan atrajo a multitudes de dolientes a las calles, entre ellos al mismo sultán Solimán el Magnífico, quien por tradición debía recluirse en el palacio durante el funeral de un miembro de su familia, pero no fue así rompiendo está tradición e incluso cargando el ataúd de su amada espoda. Una vez más, monedas y comida se repartieron a los asistentes durante la ceremonia, en homenaje al carácter generoso y solidario de la reina. La muerte de Kösem Sultan en 1651 también sería motivo de una gran conmoción popular, que paralizó el comercio en Estambul durante los tres días que duraron los funerales de la gran Valide y regente. 
Los logros más duraderos de muchas esposas y madres de los sultanes fueron, en última instancia, sus grandes proyectos de obras públicas. En la forma de mezquitas, escuelas (madrasas) o monumentos, la construcción y el mantenimiento de tales proyectos brindaron una circulación económica crucial durante una época marcada por el estancamiento económico y la corrupción, a la vez que dejaban un símbolo poderoso y duradero del poder y benevolencia del sultanato. Si bien la construcción de obras públicas siempre había sido obligación del sultanato, sultanas como la madre y la esposa de Solimán emprendieron proyectos que eran más grandes y lujosos que los que construyera cualquier mujer antes de ellas, y de hecho, la mayoría de hombres.
Se considera que el periodo conocido como el "sultanato de las mujeres", concluyó poco antes de la llamada Era de los tulipanes, durante la segunda década del siglo XVIII. Rabi'a Haseki Sultan (fallecida en 1712) fue consorte de Ahmed II y probablemente la última concubina conocida por casarse legalmente con un sultán, mientras que Emetullah Gülnuş (fallecida en 1715), haseki de Mehmed IV y madre de los sultanes Mustafá II y Ahmed III, es considerada como la última influyente gran Valide sultan del Imperio otomano. Aunque el título de Valide continuaría utilizándose posteriormente para enaltecer a las madres de los sultanes, su función estaría limitada, en algunos casos, solo a la dirección del harem, bajo el tratamiento de Valide-i Sa'ide. La última mujer del imperio en ostentar el título de Valide Sultan fue Rahime Perestu (fallecida en 1906), quién fue madre adoptiva de Abdul Hamid II, siendo la primera mujer y última en tener el título sin ser madre biológica del sultán. Así mismo, el título de Haseki paulatinamente perdería su estatus especial y daría paso al de "Kadin Efendi" o "concubina distinguida", más cercano al título de "Hatún", dado a las "cadinas" o consortes de los harenes otomanos primitivos.

## Reacciones
Si bien el "sultanato de las mujeres" fue una época de poder sin precedentes para las mujeres reales, no dejaron de enfrentar significativa oposición. Ante los embajadores y emisarios extranjeros, sin embargo, muchos opositores eran más directos. En una ocasión, por ejemplo, cuando un embajador veneciano intentó enviarle una carta a la reina sultana a través del gran visir, este se negó a transmitirle la carta, alegando que la reina madre no era más que una esclava y no tenía poder alguno propio. Obviamente, una negación tan apasionada implica que, de hecho, la valide sultan tenía una gran autoridad, que molestaba al visir. De hecho, muchos embajadores extranjeros de la época reportaron a sus propios países que si se quería hacer negocios con el Imperio Otomano, se debía acudir a la madre del sultán antes que a cualquier otra persona.

## Sultanas poderosas durante el período
| Nombre                                  | Nacimiento  | Origen                        | Marido                                                                  | Hijos | Muerte                  |
| Haseki Hürrem Sultan                    | 1502 o 1504 | Polaca, actualmente Ucraniana | Solimán el Magnífico                                                    | Şehzade Mehmed, Mihrimah Sultan, Şehzade Abdullah, Selim II, Şehzade Bayezid y Şehzade Cihangir                                                              | 15 de abril de 1558     |
| Mihrimah Sultan                         | 1522        | Turca                         | Hija de Solimán I y Hürrem Sultan, y esposa del Gran Visir Rüstem Pasha | Ayşe Hümaşah Sultan y Sultanzade Osman | 25 de enero de 1578     |
| Valide Nurbanu Sultan                   | 1525 o 1530 | Veneciana o Griega            | Selim II                                                                | Murad III, Esmehan Sultan, Şah Sultan y Gevherhan Sultan | 7 de diciembre de 1583  |
| Büyük Valide Safiye Sultan              | 1550        | Albanesa                      | Murad III                                                               | Hümaşah Sultan, Ayşe Sultan, Mehmed III, Fatma Sultan y Şehzade Selim                                                                                        | 1619                    |
| Valide Handan Sultan                    | 1565        | Bosnia o Griega               | Mehmed III                                                              | Fatma Sultan, Şehzade Selim, Şehzade Süleyman, Ayşe Sultan y Ahmed I                                                                                         | 9 de noviembre de 1605  |
| Hümaşah Sultan                          | 1564        | Turca                         | Hija de Murad III y Safiye Sultan y esposa de Nişar Mehmed Paşa         | Descendencia desconocida | 1649                    |
| Valide Halime Sultan                    | 1571        | Abjasia                       | Mehmed III                                                              | Şehzade Mahmud, Şah Sultan, Hatice Sultan y Mustafa I | 1643                    |
| Valide-i Muazzam Mahpeyker Kösem Sultan | 1589        | Griega                        | Ahmed I                                                                 | Şehzade Mehmed, Fatma Sultan, Hanzade Sultan, Ayşe Sultan, Şehzade Orhan, Şehzade Selim, Murad IV, Şehzade Süleyman, Atike Sultan, Şehzade Kasım e Ibrahim I | 2 de septiembre de 1651 |
| Valide Turhan Hatice Sultan             | 1627        | Rusa o Ucraniana              | Ibrahim I                                                               | Mehmed IV y Atike Sultan | 4 de agosto de 1683     |
| Valide Emetullah Rabia Gülnuş Sultan    | 1642        | Griega                        | Mehmed IV                                                               | Ahmed III y Mustafa II | 6 de noviembre de 1715  |